# Monte Santo do Tocantins
Monte Santo do Tocantins är en kommun i Brasilien.   Den ligger i delstaten Tocantins, i den centrala delen av landet, 700 km norr om huvudstaden Brasília. Antalet invånare är 2 085.
Omgivningarna runt Monte Santo do Tocantins är huvudsakligen savann. Trakten runt Monte Santo do Tocantins är nära nog obefolkad, med mindre än två invånare per kvadratkilometer.